# إركاب

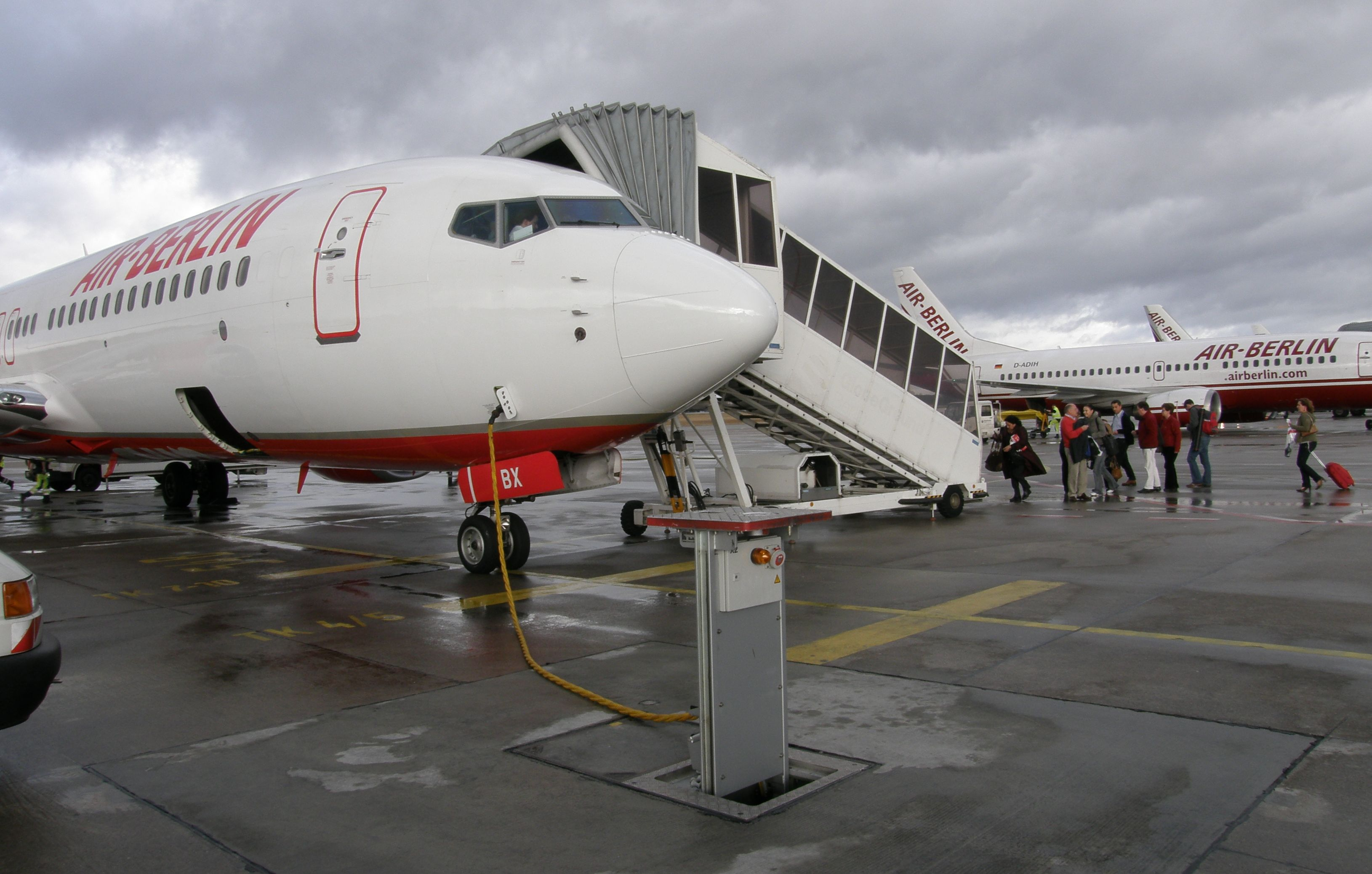
مسافرون يصعدون الطائرة (طور الإركاب) في الهواء الطلق

جسر إركاب المسافرين من الصالة إلى متن الطائرة

الإركاب (بالإنجليزية: Boarding) هو دخول الركاب إلى مركبة في وسائل النقل العام. يبدأ الإركاب أو الصعود بدخول المركبة وينتهي بمقاعد كل راكب وإغلاق الأبواب. يستخدم المصطلح في الطرق والسكك الحديدية والنقل المائي والجوي.